# سیکس فلگس
سیکس فلگس (انگلیسی: Six Flags) شرکت سرگرمی آمریکایی است، که در سال ۱۹۶۱ تأسیس شد.